# Rhynie
Rhynie es una localidad escocesa perteneciente al condado de Aberdeenshire a unos 22 kilómetros al noroeste de Alford. Esta antigua ciudad, conocida durante la Edad Media como Muir of Rhynie, posee varios monumentos megalíticos pertenecientes a los pueblos pictos que poblaron el norte de la isla de Gran Bretaña datados entre los siglos VI y VII d. C. unos de ellos junto a la iglesia de la ciudad, otro en la plaza principal y un tercero junto a la escuela municipal. A escasos 2 kilómetros al noroeste de Rhynie, en Tap o' Noth a 564 metros de altitud es posible encontrar un castro datado en el primer milenio antes de Cristo.
Al norte de la ciudad se encuentra el yacimiento paleontológico de Rhynie Chert donde se han llevado a cabo importantes descubrimientos sobre flora y fauna de la era devónica. Varios de los especímenes vegetales nombrados a partir de su descubrimiento en este lugar tomaron el nombre de Rhynia viculándose de este modo a la población donde fueron localizados.